# Pyrausta pseudosanguinalis
Pyrausta pseudosanguinalis là một loài bướm đêm trong họ Crambidae.